# Cynopterus titthaecheilus
Espèce
Statut de conservation UICN

 LC  : Préoccupation mineure
Cynopterus titthaecheilus est une espèce de chauve-souris du genre Cynopterus. Elle est endémique d'Indonésie.